# Hans Jahrmärker
Hans Jahrmärker (* 3. Januar 1921 in Marburg; † 19. Januar 2001 in München) war ein deutscher Kardiologe.

## Leben
Als Sohn des Psychiaters Maximilian Jahrmärker studierte er nach dem Reichsarbeitsdienst an der Philipps-Universität Marburg Medizin. Zugleich war er über den ganzen Zweiten Weltkrieg Soldat der Wehrmacht, zuletzt als Feldunterarzt. Er wurde Mitglied der Kameradschaft Carl Allmenröder, als die Marburger Corps die Zeit des Nationalsozialismus überdauerten. Am 6. Mai 1944 wurde er beim Corps Teutonia Marburg recipiert. 
Nachdem er 1946 das Staatsexamen gemacht und zum Dr. med. promoviert hatte, war er Assistenzarzt der Inneren Klinik vom Universitätsklinikum Marburg. 1955/56 war er als Stipendiat des Fulbright-Programms in den Vereinigten Staaten. Seit 1957 im Klinikum Innenstadt der Universität München, habilitierte er sich 1963 für Kardiologie. 1968 ernannte ihn die Ludwig-Maximilians-Universität München zum a. o. Professor. Er leitete bis 1986 die kardiologische Intensivmedizin und saß in der Ethikkommission seiner Fakultät. Seit 1951 war er mit der Ärztin Dr. Ursula Weckesser verheiratet, die ihm 1957 eine Tochter schenkte, die spätere Musikwissenschaftlerin Manuela Jahrmärker.